# إندل تولفينج
إندل تولفينج (26 مايو 1927 - 11 سبتمبر 2023) كان عالم نفس تجريبي وعالم أعصاب إدراكي كندي من أصل إستوني. في بحثه عن الذاكرة البشرية اقترح التمييز بين الذاكرة الدلالية والذاكرة العرضية . كان تولفينج أستاذًا في جامعة تورنتو. انضم إلى معهد روتمان للأبحاث في بايكريست للعلوم الصحية في عام 1992 بصفته أول رئيس لمؤسسة آن وماكس تانينباوم في علم الأعصاب الإدراكي وظل هناك حتى تقاعده في عام 2010. في عام 2006، تم تعيينه ضابطًا في وسام كندا (OC)، وهو أعلى وسام مدني في كندا.

## سيرة ذاتية
ولد تولفينج في بيتسيري ، إستونيا، عام 1927.  في عام 1944، بعد إعادة احتلال السوفييت لإستونيا ، انفصل تولفينج (الذي كان يبلغ من العمر 17 عامًا آنذاك) وشقيقه الأصغر هانيس عن عائلتهما وأُرسلا للعيش في ألمانيا.  وفي ألمانيا، أنهى دراسته الثانوية وعمل مدرسًا ومترجمًا للجيش الأمريكي.  درس الطب لفترة وجيزة في جامعة هايدلبرغ قبل أن يهاجر إلى كندا في عام 1949.  في عام 1950، تزوج من روث ميكلسار، وهي مواطنة إستونية من تارتو التقى بها في مخيم للاجئين في ألمانيا.  كان الزوجان متزوجين حتى وفاتها في عام 2012.  كان لديهما ابنتان: إيلو آن وليندا. 
حصل تولفينج على درجة البكالوريوس (1953) ودرجة الماجستير (1954) من جامعة تورنتو ، وحصل على درجة الدكتوراه في علم النفس التجريبي (1956) من جامعة هارفارد تحت إشراف ستانلي سميث ستيفنز .  كانت أطروحته للدكتوراه حول موضوع تعديلات المحرك العيني وحِدة البصر. 
في عام 1956، قبل تولفينج منصب محاضر في جامعة تورنتو، حيث ظل هناك لبقية حياته المهنية،  مع فترة استراحة قصيرة كأستاذ لعلم النفس في جامعة ييل من عام 1970 إلى عام 1974. شغل منصب رئيس قسم علم النفس من عام 1974 إلى عام 1980، وأصبح أستاذًا في عام 1985.  في عام 1992، تقاعد من العمل بدوام كامل في جامعة تورنتو وبدأ العمل في معهد روتمان للأبحاث.  بحلول عام 2019، حصل على لقب أستاذ فخري في جامعة تورنتو وأستاذ زائر لعلم النفس في جامعة واشنطن في سانت لويس . 
توفي تولفينج بسبب مضاعفات السكتة الدماغية في دار رعاية المسنين في ميسيساغا ، أونتاريو، في 11 سبتمبر 2023، عن عمر يناهز 96 عامًا. 

## بحوث
نشر تولفينج أكثر من 300 مقالة بحثية وفصول، ويُستشهد به على نطاق واسع، مع مؤشر H يبلغ 124 (اعتبارًا من أبريل 2024)، وفي استطلاع رأي مجلة مراجعة علم النفس العام ، الذي نُشر في عام 2002، احتل المرتبة 36 بين أكثر علماء النفس استشهادًا في القرن العشرين.  كانت أعماله المنشورة في سبعينيات القرن العشرين ملحوظة بشكل خاص لأنها تزامنت مع قرار جديد من قبل العديد من علماء النفس المعرفي لتأكيد نظرياتهم في علم الأعصاب باستخدام تقنيات تصوير الدماغ.  خلال هذه الفترة، قام تولفينج برسم خريطة للمناطق في الدماغ التي تعتبر نشطة أثناء معالجة واسترجاع الذاكرة، وربط بشكل فعال الفص الصدغي الإنسي والحُصين بالذاكرة العرضية.  نشر تولفينج أعمالًا حول مجموعة متنوعة من المواضيع الأخرى، بما في ذلك أهمية التنظيم العقلي للمعلومات في الذاكرة،  ونموذج لتخصص نصفي الدماغ للذاكرة العرضية،  واكتشاف وظيفة تولفينج-وايزمان. 

### الذاكرة العرضية والدلالية
كان إندل تولفينج أول من ميّز بين الذاكرة العرضية والذاكرة الدلالية، وذلك في فصلٍ من كتابٍ نُشِرَ عام 1972.  تُعرَف الذاكرة العرضية بأنها القدرة على استرجاع التجارب السابقة بوعي (كاستحضار رحلة عائلية حديثة إلى ديزني لاند)، في حين تشير الذاكرة الدلالية إلى القدرة على تخزين المعرفة العامة في الذاكرة (مثل معرفة حقيقة أن ديزني لاند تقع في فلوريدا). هذا التمييز بُنيَ على أسُس نظرية ونتائج مستخلصة من علم النفس التجريبي، ثمّ دُعِمَ لاحقاً بأدلة من دراسات تلف الدماغ وتقنيات التصوير العصبي التي أشارَت إلى ارتباط كل نوع بأنظمة عصبية مختلفة. في ذلك الوقت، شكّلَ هذا النوع من الطرح تحولاً جذريّاً عن النظريات السائدة حول التعلم والذاكرة، والتي لم تولي اهتماماً لاختلاف الخبرات الذاتية أو الأنظمة الدماغية المعنيّة بها.  وقد توسّع تولفينج في هذه المفاهيم في كتابه "عناصر الذاكرة العرضية" الصادر عام 1983، والذي حظي باهتمامٍ واسع وتجاوز عدد الاستشهادات به تسعة آلاف مرة.  ووفقاً لتولفينج، فإن القدرة على استرجاع الماضي والتنبؤ بالمستقبل ذهنيّاً تُعَد سمة فريدة لدى الإنسان، وهذا بفضل الوعي الذاتي الذي يعدّ جوهر الذاكرة العرضية. 

### مبدأ خصوصية الترميز
تؤكد نظرية تولفينج في "خصوصية الترميز" على أهمية إشارات الاسترجاع في الوصول إلى الذكريات العرضية.  تنص النظرية على أن إشارات الاسترجاع الفعالة يجب أن تتداخل مع أثر الذاكرة المراد استرجاعها. نظرًا لأن محتويات أثر الذاكرة يتم إنشاؤها في المقام الأول أثناء الترميز الأولي للتجربة، فإن إشارات الاسترجاع ستكون فعالة إلى أقصى حد إذا كانت مماثلة لهذه المعلومات المشفرة. أطلق تولفينج على العملية التي يتم من خلالها تنشيط الذاكرة المخزنة بواسطة إشارة استرجاع اسم "التنشيط التآزري". 
أحد آثار مبدأ خصوصية الترميز هو أن النسيان قد يكون ناجمًا عن عدم وجود إشارات استرجاع مناسبة، على عكس تدهور أثر الذاكرة بمرور الوقت أو التدخل من ذكريات أخرى.  هناك نتيجة أخرى تتمثل في وجود المزيد من المعلومات المخزنة في الذاكرة مقارنة بما يمكن استرجاعه في أي نقطة معينة (أي التوفر مقابل إمكانية الوصول). 

### فقدان الذاكرة والوعي
لقد أكد بحث تولفينج على أهمية الذاكرة العرضية لتجربتنا في الوعي وفهمنا للوقت. على سبيل المثال، أجرى دراسات مع مريض مصاب بفقدان الذاكرة يُدعى KC ، والذي كانت ذاكرته الدلالية طبيعية نسبيًا، لكنه كان يعاني من ضعف شديد في الذاكرة العرضية بسبب تلف في الدماغ نتيجة لحادث دراجة نارية. سلط عمل تولفينج مع كيه سي الضوء على الأهمية المركزية للذاكرة العرضية للتجربة الذاتية للذات في الوقت المناسب، وهي القدرة التي أطلق عليها "الوعي الذاتي". كان KC يفتقر إلى هذه القدرة، حيث فشل في تذكر الأحداث السابقة وفشل أيضًا في تصور أو التخطيط للمستقبل.  كما قام تولفينج بتطوير مهمة معرفية لقياس الحالات الذاتية المختلفة في الذاكرة، والتي تسمى إجراء "التذكر"/"المعرفة". لقد تم استخدام هذه المهمة على نطاق واسع في علم النفس المعرفي وعلم الأعصاب. 

### الذاكرة الضمنية والتحضير
قام تولفينج بالتمييز بين الذاكرة الواعية أو الصريحة (مثل الذاكرة العرضية) والأشكال الأكثر تلقائية للذاكرة الضمنية (مثل التمهيد ). قدم تولفينج، بالتعاون مع أحد طلابه، دانييل شاكتر ، العديد من النتائج التجريبية الرئيسية فيما يتعلق بالذاكرة الضمنية.  كان التمييز بين الذاكرة الضمنية والذاكرة الصريحة موضوعًا للنقاش في الثمانينيات والتسعينيات. اقترح تولفينج وزملاؤه أن هذه الظواهر المختلفة للذاكرة تعكس أنظمة دماغية مختلفة.  آحرون[من؟] زعم أن هذه الظواهر المختلفة للذاكرة تعكس عمليات نفسية مختلفة، وليس أنظمة ذاكرة مختلفة. من الممكن أن يتم تنفيذ هذه العمليات في الدماغ، ولكنها قد تعكس جوانب مختلفة من الأداء من نفس نظام الذاكرة، والتي يتم تشغيلها بواسطة ظروف مهمة مختلفة. وفي الآونة الأخيرة، بدأ المنظرون في تبني مكونات كل من هذه وجهات النظر. 

## مؤسسة الدراسات الإستونية
في عام 1982، اقترح المهندس المعماري إلمار تامبولد فكرة إعادة استثمار الإيرادات الفائضة لكلية تارتو لتأسيس كرسي للدراسات الإستونية في جامعة تورنتو. وافقت الجامعة، وفي عام 1983 ساعد في إنشاء كرسي مؤسسة الدراسات الإستونية مع زملائه الأساتذة الإستونيين المغتربين، إندل تولفينج والمهندس الكيميائي أوليف تراس . قدم الرجال الثلاثة العرض الأولي لجامعة تورنتو وأصبح تامبولد رئيسًا لمجلس إدارة مؤسسة الدراسات الإستونية.  منذ عام 1999، تولى يوري كيفيمي، أستاذ التاريخ ورئيس قسم الدراسات الإستونية، رئاسة قسم إلمار تامبولد للدراسات الإستونية بجامعة تورنتو.

## الأوسمة والجوائز
كان تولفينج عضوًا في سبع جمعيات مرموقة: زميل الجمعية الملكية الكندية ؛ عضو أجنبي في الأكاديمية الملكية السويدية للعلوم ؛ زميل الجمعية الملكية بلندن ؛  عضو فخري أجنبي في الأكاديمية الأمريكية للفنون والعلوم ؛ زميل أجنبي في الأكاديمية الوطنية للعلوم ؛ عضو أجنبي في الأكاديمية الأوروبية ؛ وعضو أجنبي في الأكاديمية الإستونية للعلوم .  
ومن بين التكريمات الأخرى:
- 1983: جائزة المساهمات العلمية المتميزة في علم النفس ، الجمعية الأمريكية لعلم النفس [37]
- 1983: جائزة المساهمات المتميزة في علم النفس كعلم ، الجمعية الكندية لعلم النفس [38]
- 1994: جائزة الميدالية الذهبية للإنجاز مدى الحياة في العلوم النفسية، مؤسسة علم النفس الأمريكية [39]
- 1994: جائزة إيزاك والتون كيلام التذكارية ، مجلس كندا [40]
- 2005: جائزة كندا جاردنر الدولية ، مؤسسة جاردنر [12] [37]
- 2006: ضابط وسام كندا (OC) [41] [36]
- 2007: أصبح عضواً في قاعة المشاهير الطبية الكندية [42]

## روابط خارجية
- أعمال إندل تولفينج - الوصول الكامل إلى الفصول والمقالات التي كتبها إندل تولفينج
- الملف الشخصي على science.ca
- صفحة معهد روتمان للأبحاث
- موقع علم النفس الكندي العظيم - سيرة إندل تولفينج